# Getto w Sieradzu
Getto w Sieradzu – getto dla ludności żydowskiej istniejące Sieradzu w czasie okupacji niemieckiej. Getto zostało utworzone na początku marca 1940 roku, a jego likwidacja została przeprowadzona pod koniec sierpnia 1942 roku. W getcie mieszkało około 3 tysięcy osób. Po likwidacji getta jego mieszkańców przewieziono do obozu zagłady w Chełmnie nad Nerem, gdzie zostali zamordowani.

## Historia
Przed wojną w Sieradzu, liczącym wtedy 10 tysięcy mieszkańców, mieszkały około 2,6 tysiąca Żydów.
Getto w Sieradzu zostało utworzone wiosną 1940 roku na terenie w obrębie ulic Wodnej, Sukienniczej, Rybnej i Zamowej. W getcie mieszkało około 3000 lub 2500 osób, z powodu przeludnienia jeden pokój często musiało zajmować nawet od 10 do 15 osób. Jeszcze przed powstaniem getta w Sieradzu utworzono Judenrat i policję żydowską. Getto nie zostało ogrodzone. U wylotu ulic ustawiono posterunki policji żydowskiej. Siedziba Judenratu znajdowała się przy ulicy Szewskiej, a jego przewodniczącym był Kałman Rosenbaum. Oprócz niego w skład rady wchodził Kałman Erlich i jeszcze jedna, nieznana z nazwiska osoba (według niektórych źródeł w skład Judenratu miał też wchodzić kupiec Michał Gertler. Policja żydowska w sieradzkim getcie liczyła maksymalnie 12 osób, a jej dowódcą był rzeźnik Gecel Knoch lub Konop, a jego zastępcą Hersz Rosenberg. 
Więźniowie getta wykorzystywani byli do pracy w zakładach rzemieślniczych oraz do robót budowlanych i drogowych lub rozładunku wagonów kolejowych. Byli także zmuszani do pracy przy porządkowaniu ulic. W getcie panowały fatalne warunki sanitarne oraz zła sytuacja aprowizacyjna. W sieradzkim getcie pracował tylko jeden lekarz, dr Kempiński. Wartość kaloryczna dziennego wyżywienia więźniów getta miała wynosić około 180–200 kalorii. 5 lipca 1941 roku wszystkim Żydom odebrano przepustki zezwalające na opuszczanie terenu getta. Według niektórych relacji polscy mieszkańcy Sieradza przemycali do getta żywność i inne przedmioty.
W 1940 lub 1941 roku z getta wywieziono około tysiąc osób do getta w Zduńskiej Woli. 4 kwietnia 1942 roku do Zduńskiej Woli miało trafić kolejne 70 rodzin z Sieradza. W kwietniu 1941 roku 52 Żydów wywieziono do obozu pracy w Otocznej. Kolejne 100 osób wywieziono do obozów pracy przymusowej w kwietniu następnego roku. 
Likwidacja getta rozpoczęła się o świcie, 24 sierpnia 1942 roku. Niemieccy policjanci wyciągali Żydów z mieszkań i spędzali ich na plac apelowy, skąd następnie zaprowadzono ich do kościoła św. Stanisława. Podczas akcji zamordowano kilkanaście osób. 25 sierpnia 1942 roku na skutek interwencji zakonnic zajmujących klasztor obok kościoła, w ogrodzie wykopano dół na nieczystości, do którego wyprowadzano po kilka osób. Do kościoła przemycono także herbatę i mleko dla niemowląt. Według relacji zakonnic, 26 sierpnia do kościoła przywieziono kolejny transport Żydów. Pierwszego dnia akcji dokonano selekcji 184 osób, które zostały następnie odesłane do getta łódzkiego.
Osoby zgromadzone w klasztorze zaczęto wywozić 28 sierpnia. Żydzi pakowani byli do ciężarówek i wywożeni byli do obozu zagłady w Chełmnie nad Nerem. Następnie teren getta został ograbiony przez Niemców, a później wydano nakaz jego uporządkowania. Następnie na terenie dawnego getta osiedlono Polaków.

## Upamiętnienie
W 2007 roku w 65. rocznicę likwidacji sieradzkiego getta na ścianie dawnej synagogi przy ul. Wodnej 7 odsłonięto tablicę pamiątkową poświęconą żydowskiej społeczności w Sieradzu. 
W styczniu 2023 roku Żydów, zamkniętych w sieradzkim getcie, wywiezionych do obozu zagłady w Chełmnie, upamiętniono tablicą na bramie kościoła pod wezwaniem Świętego Stanisława.